# T@gged – Célkeresztben
A T@gged – Célkeresztben (eredeti cím: T@gged) 2016 és 2018 között vetített amerikai thriller dráma sorozat, amelyet Hannah Macpherson alkotott, írt és rendezett. A sorozat zeneszerzője Frederik Weidmann. A főszerepekben Lia Marie Johnson, Lulu Antariksa, Katelyn Nacon, Timothy Granaderos és Tristin Mays láthatóak. A sorozat az AwesomenessTV megbízásából készült. Amerikában a Go90 mutatta be 2016. július 19-én az első, majd 2017. május 19-én a második évadot. A 3. évadot már a Hulu mutatta be 2018. december 7-én. Magyarországon szinkronosan 2020. augusztus 28-án mutatja be az M2 Petőfi TV. A sorozat szélsőségesen mutatja be a magánélet kérdését, és, hogy mi történik, ha a szociális média profil rossz kezekbe kerül.

## Cselekmény
A három középiskolás lány Hailey, Rowan és Elisia, akik az online térben élik a mindennapjait, mígnem egyszer erőszakos videók árasztják el az oldalaikat. Az életüket csak úgy mentehetik meg, ha kitalálják ki csinálja ezt, mielőtt a gyilkos előbb találja meg őket.

## Szereplők
| Szereplő                           | Eredeti hang             | Magyar hang     |
| ---------------------------------- | ------------------------ | --------------- |
| Hailey Jensen                      | Lia Marie Johnson        | Györfi Laura    |
| Rowan Fricks                       | Lulu Antariksa           | Csifó Dorina    |
| Elisia Brown                       | Katelyn Nacon            | Hermann Lilla   |
| Ash                                | Timothy Granaderos       | Ungvári Gergely |
| Brie                               | Tristin Mays             | Pekár Adrienn   |
| Ms. Dawson                         | Danielle Savre           | Bálint Adrienn  |
| Eric / Dunbar Rakes (Majomember)   | Brendan Meyer            | Renácz Zoltán   |
| Jake                               | Nick Fink                | Hám Bertalan    |
| Brandon Darrow                     | Lukas Gage               | Timon Barna     |
| Mr. Fricks                         | Kurt Caceres             | Király Adrián   |
| Nicki                              | Claudia Sulewski         | Miklós Eponin   |
| Sean                               | JC Caylen                | Baráth István   |
| Laurel Jensen                      | Lora Martinez-Cunningham | Laurinyecz Réka |
| Stinger / Lance Broadly (Mr. Üres) | Rajiv Dhall              | Gacsal Ádám     |
| Trevor                             | Braeden Lemasters        | Sörös Miklós    |
| Hawk                               | Noah Centineo            | Bergendi Áron   |
| Zoe Desaul (Király Kobra)          | Emma Dumont              | Tamási Nikolett |
| Tessa                              | Hana Hayes               | Vági Viktória   |
| Jai                                | Fivel Stewart            | Vámos Mónika    |
| Alison                             | Chelsea Lopez            |                 |
| Olive                              | Ava Capri                |                 |

## Magyar változat[5]
A szinkront az MTVA megbízásából a Masterfilm Digital készítette.
- Magyar szöveg: Udvardi Bettina
- Szerkesztő: Kőfaragó Katalin
- Hangmérnök és vágó: Juhos Vendel
- Gyártásvezető: Lajtai Erzsébet (1-2. évad), Mészáros Szilvia (3. évad)
- Szinkronrendező: Kiss Lajos
- Produkciós vezető: Pitka Irén

## Epizódok
| Évad | Évad | Epizódok | Eredeti sugárzás  | Eredeti sugárzás  | Eredeti adó          | Magyar sugárzás      | Magyar sugárzás     | Magyar adó   |
| Évad | Évad | Epizódok | Évadpremier       | Évadfinálé        | Eredeti adó          | Évadpremier          | Évadfinálé          | Magyar adó   |
| ---- | ---- | -------- | ----------------- | ----------------- | -------------------- | -------------------- | ------------------- | ------------ |
|      | 1    | 8        | 2016. július 19.  | 2016. július 19.  |                      | 2020. augusztus 28.  | 2020. szeptember 5. | M2 Petőfi TV |
|      | 2    | 12       | 2017. május 19.   | 2017. május 19.   | 2020. szeptember 11. | 2020. szeptember 26. |                     | M2 Petőfi TV |
|      | 3    | 12       | 2018. december 7. | 2018. december 7. |                      | 2020. október 2.     | 2020. október 17.   | M2 Petőfi TV |

### 1. évad (2016)
| # | #  | Cím            | Eredeti premier  | Magyar premier      |
| --- | -- | -------------- | ---------------- | ------------------- |
| 1. | 1. | #shotgun       | 2016. július 19. | 2020. augusztus 28. |
| Három lányt megjelölnek egy gyilkosságot elkövető videóban az instagramon. Rowan és Hailey az egykori legjobb barátnők elindulnak, kideríteni ki a harmadik lány, miközben a videót kamu dolognak gondolják. Rowan összejön Jake-kel,de a fiúnak nem mondja el, hogy ő még csak gimis. Hailey pedig tablettákat vesz Ash-től. Nicki a nyárzáró buliját szervezi a hétvégére. A lányokat végül a kíváncsiságuk a videóval kapcsolatban Brie-hez, Rowan testvéréhez vezeti, aki közli velük, hogy a videó nagyon is igazi. |    |                |                  |                     |
| |    |                |                  |                     |
| 2. | 2. | #realorfake    | 2016. július 19. | 2020. augusztus 28. |
| Brie mindenáron azt szeretné, hogy Rowan mondja el nyomozó apjuknak a videót. A lányok közben ráakadnak majomember másik profiljára, ahol egy óra számol visszafele, és már csak 96 óra van hátra, de nem tudják, hogy mihez. A titokzatos "majomember" közben egy újabb üzenetet küld a lányoknak, éjfélre egy régi motelhez hívja őket, de ők nem akarnak elmenni. Amikor a virtuális fenyegetések viszont már olyan mértékig terjednek, hogy fel akarja fedni a lányok legnagyobb titkait, nincs más választásuk, mint a találkozóra elmenni. Elisiát elrabolják, aki sírva telefonál a lányoknak, hogy majomember fog küldeni nekik két nyomot, de ha ezt elárulják bárkinek, őt megöli. |    |                |                  |                     |
| |    |                |                  |                     |
| 3. | 3. | #nameofthegame | 2016. július 19. | 2020. augusztus 29. |
| Rowan és Hailey megkapják a nyomokat, már csak ki kell deríteni hol van. A lányok Elisia insta oldalán próbálnak nyomok után kutatni, és rájönnek, hogy a lány körül valami nem stimmel. Rowan beköpi testvérét az apjánál, hogy újra kábítószerezik, mikor tablettákat talál nála. Hailey egész este a majomember profilját nézegeti, aki folyamatosan tesz fel róluk videót, így jön rá, hogy Rowannak van valakije. Jake este belopózik Rowan szobájába, amitől a lány nagyon megijed. |    |                |                  |                     |
| |    |                |                  |                     |
| 4. | 4. | #rememberme    | 2016. július 19. | 2020. augusztus 29. |
| Lányok megkeresik Ash-t, hátha a nyomra vezeti őket. Meg is találják Elisiát, akit végül a majomember rabolt el. Haley rájön, hogy Rowan felnyomta Briet a apjánál, és elvitette elvonóra, pedig a tabletták az övé voltak. Rowan Elisiánál rádöbben, hogy Jake a barátnője testvére. Sean szerelmes Haileybe, de lány nem viszonozza közeledését, mert Nicki-vel a barátnőjével kavar.Hailey megtalálja a lány holttestét, kiről a majomember videója szól. |    |                |                  |                     |
| |    |                |                  |                     |
| 5. | 5. | #twoface       | 2016. július 19. | 2020. szeptember 4. |
| Hailey kap egy üzenetet majomembertől, hogy ő lesz a következő áldozat. Rowan bevallja az igazat apjának, hogy nem Brie pirulái voltak. Még 47 nap van hátra...a lányok rájönnek, akkor lesz Nicki bulija. Most már mindenki gyanús nekik. |    |                |                  |                     |
| |    |                |                  |                     |
| 6. | 6. | #underpressure | 2016. július 19. | 2020. szeptember 4. |
| Iskolai gyűlésre megy mindenki, ahol majomember levetíti Haleyről a videót, amint az anyjának nyugtatót ad. Beviszik a rendőrségre. Hailey kap egy üzenetet, amelyben egy idézet van a Rómeó és Júliából. A lány annak idején eljátszotta Júlia szerepét. Rowan apja rájön, hogy Hailey-é voltak a piurlák. Rowanék házának ajtaja előtt hagynak egy pendrive-ot. Apja be akarja vinni a rendőrségre megnézni mi van rajta. |    |                |                  |                     |
| |    |                |                  |                     |
| 7. | 7. | #yourturn      | 2016. július 19. | 2020. szeptember 5. |
| Rowan ellopja apjától a pendrive-ot, és elszalad vele. A ház oldalában Jake áll kezében a majommaszkkal. Rowan azt hiszi ő a majomember. Hailey anyját begyógyszerezi valaki az otthonukban. Lányok rájönnek, hogy mindhárman árthattak majomembernek: Hailey mellé jelentkezett Rómeónak, de nem kapta meg a szerepet. Rowent randira hívta, de nem ment el rá, míg Elisia ellopta a mackóját.Már csak 6 óra van hátra... |    |                |                  |                     |
| |    |                |                  |                     |
| 8. | 8. | #monkeyman     | 2016. július 19. | 2020. szeptember 5. |
| Elkezdődik Nicki bulija. Nicki ki van akadva, mert Sean két év után levegőnek nézi. Brie szól az apjának majomemberről, így ők is elindulnak Rowan után a buliba. Brandon egy hatalmas táskával érkezik meg Nickiékhez, így Rowan azt hiszi ő a majomember, és kérdőre vonja őt. Erre lép be Eric a szobába ...Eközben Hailey és Elisia a végső puzzle-darabokat is összerakják, és rájönnek ki is a titokzatos majomember. |    |                |                  |                     |
| |    |                |                  |                     |

### 2. évad (2017)
| # | #   | Cím           | Eredeti premier | Magyar premier       |
| --- | --- | ------------- | --------------- | -------------------- |
| 9. | 1.  | Resurrection  | 2017. május 19. | 2020. szeptember 11. |
| Eric Dunbar halála óta eltelt már 3 hónap, de Rowan még mindig a "miértekre" keresi a választ. Mindenki meglepődik, mikor két hónap után Hailey újra elkezd suliba járni. Majomember nevében újra rejtélyes üzenetek érkeznek Rowan-nek. |     |               |                 |                      |
| |     |               |                 |                      |
| 10. | 2.  | Digging       | 2017. május 19. | 2020. szeptember 11. |
| Zoe személyében új lány jön az iskolába, aki Rowan osztálytársa lesz. Rowan elárulja Elisianak és Haileynek, hogy majomember üzenget neki. Hailey meghallgatását váratlan személyek zavarják meg. |     |               |                 |                      |
| |     |               |                 |                      |
| 11. | 3.  | Spotlight     | 2017. május 19. | 2020. szeptember 12. |
| Miközben Hailey új oktatót kap, Hawk-ot, addig Rowan nyugtalanító információkat fedez fel Dunbar öngyilkosságával kapcsolatban. Elisiat megtámadják a Barlangban. |     |               |                 |                      |
| |     |               |                 |                      |
| 12. | 4.  | Nicki         | 2017. május 19. | 2020. szeptember 12. |
| Rowan elmegy Brandon-hoz, ahol nyomok után keresve felkutatja a fiú szobáját. Hawk arra próbálja rávenni Haileyt, hogy találjon egy hobbit, hátha így az apátiájából ki tudja segíteni őt. Nicki lakásán megjelennek a nem várt maszkos látogatók. |     |               |                 |                      |
| |     |               |                 |                      |
| 13. | 5.  | Edit Tricks   | 2017. május 19. | 2020. szeptember 18. |
| Hailey Sean-nal tölti az éjszakát. Rowan, Elisai és Hailey találkoznak Stingerrel, Brie állítólagos régi haverjával, aki segít nekik kideríteni ki állhat a "állatkertes" posztok mögött. Hailey egy megdöbbentő videót lát az egyik üzlet kirakatában. |     |               |                 |                      |
| |     |               |                 |                      |
| 14. | 6.  | Runaway       | 2017. május 19. | 2020. szeptember 18. |
| Hailey elrohan Sean-hoz megnézni él-e még. Brandont az apja a többiek előtt hozza nagyon kellemetlen helyzetbe. Ash végérvényesen szakít Elisiával. A lányok próbálnak rájönni ki lehet a 4. lány, aki üzeneteket kap király kobrától. |     |               |                 |                      |
| |     |               |                 |                      |
| 15. | 7.  | New Friends   | 2017. május 19. | 2020. szeptember 19. |
| Brandon megfenyegeti Trevort, ha még egyszer zaklatni meri Rowant. Haley titokban meg akar szökni Sean-nal kaliforniába. Zoé és Ash körül egyre forrósodik a levegő. Rowant kísérti Dunbar öngyilkosságának emléke, mikor Nicki házában van. Hailey azt hiszi Hawk hívta el őt egy találkára... |     |               |                 |                      |
| |     |               |                 |                      |
| 16. | 8.  | Confrontation | 2017. május 19. | 2020. szeptember 19. |
| Elisia Nickire gyanakszik, hogy ő a negyedik célpont. Asht megfenyegeti király kobra, nem találkozhat abszolút Elisiával. Rowan egy malacmaszkot talál Sean szekrényében, így ő is gyanúsítottá válik. Hailey előadása közben 4 akasztókötél ereszkedik le a magasból. |     |               |                 |                      |
| |     |               |                 |                      |
| 17. | 9.  | Chemistry     | 2017. május 19. | 2020. szeptember 25. |
| Hailey és Nicki nagyon megijed a előadáson történtek miatt, Nicki bevallja a lányoknál, hogy lakásánál is jártak a maszkos emberek. Miközben Hailey bevallja Hawk-nak miért viselkedett eddig furcsán, addig anyja megtalálja a kaliforniai buszjegyeket, és kérdőre vonja lányát. Zoé továbbra is nagyon szeretne Ash barátnője lenni. Király kobra leleplezi Elisia előtt, hogy ki gyújtotta fel szülei házát, aki dühből fegyvert ragadva elindul a tettes házához. Hailey hiába hívja Nickit... |     |               |                 |                      |
| |     |               |                 |                      |
| 18. | 10. | Control       | 2017. május 19. | 2020. szeptember 25. |
| Nicki rejtélyes körülmények között meghal, a lányok nagyon megijednek. Stinger továbbra is segít a lányoknak, hátha le tudják rántani a leplet király kobráról. Rowan maszk jelmezben felveszi, amint Elisiát felrobbantják, és ezt a videót elküldik király kobrának. Elisiának így tilos visszakapcsolnia a telefonját és elmennie otthonról bárhová, különben lebuknak. Haileyt és Rowant majdnem elütik a maszkos emberek autóval.                                                              |     |               |                 |                      |
| |     |               |                 |                      |
| 19. | 11. | KingCobra     | 2017. május 19. | 2020. szeptember 26. |
| Király kobra meghívja a lányokat az esti állatkert buliba, ahova Rowan és Hailey el is mennek. Közben kiderül Nicki öngyilkos lett, és nem király kobra ölte meg. Ash-nek elküldik videóüzenetben, hogy meghalt Elisia. Elisia visszakapcsolja telefonját, és elmegy Ash barlangjához, így lelepleződik, hogy mégsem halt meg. Ash-t pont akkor lövik le mikor Elisia odaér. |     |               |                 |                      |
| |     |               |                 |                      |
| 20. | 12. | Snaked        | 2017. május 19. | 2020. szeptember 26. |
| Ash kritikus állapotban fekszik a kórházban, Elisia teljesen összetörik. Brandon elmegy Rowan-hez, nagyon összevesznek. Az állatkerti tagok teljesen ugyanazt a profil képet kezdik el használni, most már mindenki király kobra lesz. Nickit eltemetik. Jake meglátogatja Rowan-t. Valaki a lányokat a barlanghoz hívja, hátborzongató látvány fogadja őket. |     |               |                 |                      |
| |     |               |                 |                      |

### 3. évad (2018)
| # | #   | Cím                 | Eredeti premier   | Magyar premier    |
| --- | --- | ------------------- | ----------------- | ----------------- |
| 21. | 1.  | Rewind              | 2018. december 7. | 2020. október 2.  |
| Hailey eltűnik a barlangnál történt eset után. Rowan határozottan állítja, hogy király kobra nem más mint Zoé. Tessa, Nicki unokatestvére beszédet tart az öngyilkosságról, illetve a mások posztolásáról különböző online felületeken. Elisia megkéri Stingert, hogy segítsen megtalálni Ash gyilkosát. Rowan és Elisia beszélni szeretne Zoeval. |     |                     |                   |                   |
| |     |                     |                   |                   |
| 22. | 2.  | Hellos and Goodbyes | 2018. december 7. | 2020. október 2.  |
| Tessat nem hagyja nyugodni Nicki halála. Ash kikerül az intenzív osztályról, így Elisia is találkozhat vele. Hawkot meglátogatja régi barátnője Alison. Stinger meghekkeli a rendőrségi aktákat, hogy megtudja kit vádolnak Ash lelövéséért. Rowan elmegy Zoé házához, ahol meglepetésére Sean-nal találkozik fején egy maszkkal. |     |                     |                   |                   |
| |     |                     |                   |                   |
| 23. | 3.  | Promises            | 2018. december 7. | 2020. október 3.  |
| Haley ír Rowan-nek, melyben tudatja barátnőjével, hogy nem, jön vissza többet Kaliforniából. Tessa Rowan-nél érdeklődik Nickiről. Brandont kiengedik a börtönből, barátai már várják. Ash elmeséli Elisianak miért viselkedett a balesete előtt furcsán. Egy nagy pályás hacker kerül a képbe Mr. Üres. Rowan és Elisia betörnek Zoe lakására, ahol érdekes dolgokat találnak. Rájönnek Dunbar Zoé unokatesója volt. |     |                     |                   |                   |
| |     |                     |                   |                   |
| 24. | 4.  | Anonymous           | 2018. december 7. | 2020. október 3.  |
| Rowan először találkozik Brandonnal mióta kijött a börtönből. Tessa továbbra is nyomok után kutat Nicki halála kapcsán. Ash-t kiengedik a kórházból, Elisia elmeséli neki, hogy valószínűleg Zoé a király kobra. Sean és Hawk is írogat Haileynek, nem értik miért tűnt el hirtelen. Trevor, Sean és Brendon Zoe régi sulijában érdeklődik a lányról. Rowan és Jake újra találkoznak. Stinger rossz hírekkel szolgál Elisiának,tudják milyen típusú fegyverrel lőtték le Ash-t, Elisia kikészül. |     |                     |                   |                   |
| |     |                     |                   |                   |
| 25. | 5.  | Possessed           | 2018. december 7. | 2020. október 9.  |
| Elisia azt szeretné, hogy Ash gondoljon a jövőjére és újra tanuljon. Tessa megkeresi Jai-t Nicki ügyében, ellopja a telefonját és belenéz, Elisiáról talál képeket. Stinger elhiteti a lányokkal, hogy Zoe meghalt. Rowan meginog, hogy még sincs Brandon-nak köze a maszkos emberekhez, de Elisia szerint továbbra sem bízhatnak senkiben. Ash teljesen kiborul, hogy tolószékben kell lennie, nem fogad el senkitől segítséget. Elisia Stingerhez menekül egy kis nyugalomért, de kap egy üzenetet kobrától. |     |                     |                   |                   |
| |     |                     |                   |                   |
| 26. | 6.  | Dead End            | 2018. december 7. | 2020. október 9.  |
| Elisia és Rowan rájön Jai is az állatkert tagja. Egyre szélesedik a hálózat, mindig több tagja lesz. Brandon, Trevor és Rowan elkezd Lance után nyomozni, aki Zoe barátja. Találnak egy telefonszámot, mikor felhívják egy bizonyos Alison jelentkezik be. Rowan találkozóra hívja őt. Elisia egyre közelebb kerül Stingerhez. Ash talál egy pendrive-ot, amin a húgáról vannak információk. |     |                     |                   |                   |
| |     |                     |                   |                   |
| 27. | 7.  | Deep End            | 2018. december 7. | 2020. október 10. |
| Rowen, Trevor és Brandon Mr. Üres után nyomoz. Tessa és Elisia Jai-t akarja kifaggatni, hogy miért ment Nicki lakására a halála estéjén. Lányok továbbra is azt hiszik, hogy Zoé halott. Trevor megfejt egy titkos kódot, amelyben Mr. Üres egy hely nevét rejti el. Alison Hawk lakására megy elbújni, a fiú mindenben mellette áll. Tessa és Elisia elmegy Jai lakására kutakodni, de a lány váratlanul hazatér. Trevor és Rowan elmegy a titkos helyszínre, ahol kitömött állatok és egy csapda várja őket. |     |                     |                   |                   |
| |     |                     |                   |                   |
| 28. | 8.  | Mirror Image        | 2018. december 7. | 2020. október 10. |
| Rowan megfejti minden út a táborba vezet. Elisia és Tessa megkötözi Jai-t, és megpróbálják kihallgatni.A lány sok mindent elárul a lányoknak király kobráról. Brendont elrabolják, és Stinger szerint egy preparátor helyre vitték. Jai bevallja Tessa-nak, hogy miatta halt meg Nicki. |     |                     |                   |                   |
| |     |                     |                   |                   |
| 29. | 9.  | Upside Down         | 2018. december 7. | 2020. október 16. |
| Brendont kimenekítik a preparátor hely fagyasztójából. Az üzenetek már több telefonról érkeznek. Tessa elmegy Sean-hoz, és felelősségre vonja, hogy miért ment este Nicki házához, mikor meghalt. Trevor megfejti a vasútállomáson található szekrény kódját, egy videokazettát találnak benne. Elisia és Stinger felmennek Hawk lakására, bizonyíték után kutatni. Ash szakít Elisiaval. Mikor összepakolja a cuccait veszi észre, hogy valaki jár a lakásban. Rowant elkezdik üldözni az utcán. Elisia rájön ki is valójában Stinger.                                                                                            |     |                     |                   |                   |
| |     |                     |                   |                   |
| 30. | 10. | Good Night          | 2018. december 7. | 2020. október 16. |
| Stinger bevallja ő Mr. Üres vagy Másképp Lance Broadley, Zoe barátja. A fiú késsel támad Elisiara, Rowan menti meg, mikor a fiút lábon lövi. A lányok a fiúkhoz mennek, mert nagyon félnek. Továbbra sem tudják ki király kobra és a szövetségnek hány tagja van. Jake bevallja Rowan-nak, hogy szereti. Brandon megtudja, hogy Rowan jelentette fel őt a rendőrségen. Elisia és Rowan Zoe-től kap üzenetet, melyben megírja, hogy él. Lányok elmennek a Terrero táborba. |     |                     |                   |                   |
| |     |                     |                   |                   |
| 31. | 11. | See You Later       | 2018. december 7. | 2020. október 17. |
| Zoe a táborban visszaemlékezik Dunbar Rakes-ra és arra a bizonyos éjszakára, amikor unokatestvére a házibuliban öngyilkos lett. Zoe elkapja Rowant és Elisiat, és felelősségre vonja őket Dunbar miatt. Bevallja Mr. Üressel együtt csinálták ezt a kis játékot. Idiótának tartja őket, amiért mindent elhisznek, ami az interneten van, és ezért tudták őket becsapni és végig félelemben tartani. A nagy érzelmi sokk után, a lányoknak sikerül megszökniük, de míg a tábor területén menekülnek Zoe ismét utoléri őket. Rowan elmondja neki, hogy mit is gondol róla, de Zoe annyira nem ura önmagának, hogy le akarja lőni őt. |     |                     |                   |                   |
| |     |                     |                   |                   |
| 32. | 12. | Surrender           | 2018. december 7. | 2020. október 17. |
| Maszkos emberek csoportja kerül elő a táborból. Mindenki Zoe ellen fordul, és egyszerre leveszik a maszkot. Vége van, az eszme halott. Zoe-t letartóztatják. Jake megígéri Rowan-nak örökké várni fog rá. Rowan próbál közeledni Trevor-hoz mint mostohatestvér, de érzi valami nem stimmel a fiúval. Előkerül egy videó, amit Nicki készített Hailey-nek, mikor öngyilkosságra készült, melyek jó tanácsokat tartalmaznak a jövőre vonatkozóan, a barátságról, a családról, a szerelemről. Brandon bentlakásos suliba készül,hogy befejezze tanulmányait. Ash megkéri Elisia kezét.                                               |     |                     |                   |                   |
| |     |                     |                   |                   |

## Gyártás
2016 szeptemberében bejelentették, hogy a sorozatból berendelték a második évadot, amit 2017-ben mutatták be.  2017. május 1-jén, a 2. évad premierje előtt az AwesomenessTV bejelentette, hogy elkészítik a harmadik évadot. A harmadik évadot 2018. december 7-én  jelent meg Hulun.

### Forgatás
A sorozatot Új-Mexikó-ban forgatták. Az első évad forgatása 2016 elején kezdődött. A második  évad forgatása 2016 szeptemberében. A harmadik évad forgatása 2017 októberétől 2017 decemberéig tartott.